# Юаньян (напиток)
Юаньян (鴛鴦 в переводе с кит. — «утка мандаринка») — кофейный напиток на основе кофе, чая и сгущённого молока, популярный в Гонконге.

## История
Юаньян придуман в народе; первые упоминания о нём датируются 1930-ми годами. 
Смесь чая, кофе и молока требует строгого соблюдения пропорций и определённых ингредиентов. Чай должен быть чёрным, молоко — концентрированным. Всех ингредиентов обязательно должно быть поровну.

## Рецепт
Для приготовления напитка понадобится сначала сварить чай с добавлением обычного молока, а потом уже сам юаньян. Можно добавить сахар по вкусу. Подаётся или горячим, или со льдом.